# Sextus Empiricus
Sextus Empiricus (griechisch Σέξτος Ἐμπειρικός Sextos Empeirikós) war ein Arzt und Philosoph im 2. Jahrhundert, der mehrere Werke in griechischer Sprache verfasst hat. Er war ein Vertreter des Pyrrhonismus.

## Leben
Vom Leben des Sextus Empiricus ist nicht sehr viel bekannt. Aus einer Erwähnung bei Diogenes Laertios ergibt sich, dass die erhaltenen Werke 180–200 n. Chr. verfasst sein dürften; aus Sextus’ Schriften geht hervor, dass er in Alexandria, Rom und Athen gewesen sein muss, der Ort seines Wirkens ist allerdings unbekannt. Der Beiname Empiricus deutet auf Zugehörigkeit zur antiken Ärzteschule der Empiriker hin. Er hatte einen Schüler mit dem Namen Saturninus.

## Werke
Sextus Empiricus ist der letzte uns greifbare Vertreter der skeptischen Schultradition. Die von ihm erhaltenen Schriften sind neben den platonischen und aristotelischen die umfangreichsten originalen Quellen der griechischen Philosophie. Er hinterließ 14 Bücher über die Skepsis, die unter drei Titeln veröffentlicht wurden:
- Πυρρωνείαι ὑποτυπώσεις (pyrrhoneíai hypotypôseis), übersetzt etwa: Grundzüge der pyrrhonischen Skepsis; 3 Bücher. Der Titel verweist auf Pyrrhon von Elis, einen bedeutenden skeptischen Philosophen.
- πρὸς μαθηματικούς (pros mathematikús; der Titel wird meist lateinisch zitiert: adversus mathematicos), etwa: Gegen die Wissenschaftler; 6 Bücher.
- πρὸς δογματικούς (pros dogmatikús), etwa: Gegen die Philosophen; 5 Bücher.

In manchen Ausgaben wird die letztgenannte Schrift auch als Teil von adversus mathematicos behandelt (als die Bücher 7–11).
Die Lektüre ermöglicht ein umfassendes Bild der pyrrhonischen Skepsis. Sextus setzt sich außerdem mit den verschiedensten wissenschaftlichen und philosophisch-dogmatischen Auffassungen seiner Zeit auseinander. So ergeben sich immer wieder Wiederholungen zentraler skeptischer Sichten. Dies wird von manchen auch als 'langatmig' bewertet.
Außerdem werden zwei weitere Werke von Sextus Empiricus genannt, die aber verloren sind:
- ἰατρικά ὑπομνήματα (iatriká hypomnémata; etwa: Medizinische Anmerkungen).
- περὶ ψυχῆς ὑπομνήματα (perí psychês hypomnémata; etwa: Anmerkungen über die Seele).[3]

## Lehre
Sextus Empiricus hat die Grundannahme der „pyrrhonischen“ Skepsis, nämlich dass gesichertes Wissen unmöglich sei, auf so gut wie alle Wissensgebiete angewendet. Damit stellt sein Werk eine Art „negatives Kompendium“ (Wolbergs) des Wissens seiner Zeit dar: Der Autor setzt sich mit einer Fülle von angeblichen Erkenntnissen auf sehr vielen Gebieten auseinander, wobei er mit den verschiedensten Argumenten bestreitet, dass gesichertes Wissen vorliege. Auf diese Weise werden sehr viele antike Theoreme und Lehrmeinungen referiert; nicht wenige davon sind nur bei Sextus Empiricus erhalten.
In den Grundzügen der pyrrhonischen Skepsis (3.3.9-12) setzt sich Sextus Empiricus auch mit dem Problem der Allmacht des Göttlichen angesichts des Bösen auseinander, wobei er die Idee einer göttlichen Lenkung der Welt bezweifelt. Diese Stelle bietet die älteste im Wortlaut überlieferte Formulierung der Argumentation der Skeptiker hinsichtlich der von Leibniz so genannten Theodizee.
Die Sprache des Sextus Empiricus erscheint als literarisch nicht sehr ambitioniert; seine Darstellungsweise wirkt mitunter etwas pedantisch. Oft zählt er schwache und starke Argumente auf, ohne sie gegeneinander zu gewichten.

## Nachwirkungen
Während des Mittelalters waren die Werke des Sextus Empiricus fast ganz in Vergessenheit geraten; dann wurden seine Schriften wieder zugänglich. 1562 fertigte Henri Estienne eine Übersetzung der Grundzüge an; 1569 folgte eine lateinische Übersetzung der Opera omnia von Gentian Hervet. Nach dieser Wiederentdeckung des Sextus Empiricus in der Renaissance übten seine Werke einen bemerkenswerten Einfluss auf die philosophische Literatur des 16. bis 18. Jahrhunderts aus, etwa auf das Denken von Michel de Montaigne.

## Textausgaben und Übersetzungen
- Sexti Empirici opera recensuit Hermannus Mutschmann (3 Bände). Teubner, Leipzig 1912–1954 (griechischer Text der erhaltenen Werke)
- Sextus Empiricus: Grundriss der pyrrhonischen Skepsis. Eingeleitet und übersetzt von Malte Hossenfelder. Suhrkamp, Frankfurt am Main 2002, ISBN 3-518-28099-6.
- Sextus Empiricus: Gegen die Wissenschaftler (Adversus mathematicos). Aus dem Griechischen übersetzt, eingeleitet und kommentiert von Fritz Jürß. Königshausen & Neumann, Würzburg 2001, ISBN 3-8260-2069-3.
- Sextus Empiricus: Gegen die Dogmatiker. Adversus mathematicos libri 7–11. Übersetzt von Hansueli Flückiger. Academia, Sankt Augustin 1998, ISBN 3-88345-749-3. (= 2. Aufl., 2018, ISBN 978-3-89665-735-0)